# María Teresa Braschi
María Teresa Braschi Glave (Lima, 18 de noviembre de 1963), conocida también como Maritere Braschi, es una periodista y presentadora de televisión peruana.

## Biografía
Nació en el distrito de Miraflores; hija de Fernando Braschi Roncagliolo y María Teresa Glave Gómez.
Realizó sus estudios escolares en el Colegio Peruano Alemán Alexander von Humboldt. Luego, ingresó a la Universidad de Lima, donde obtuvo el grado de bachiller en Comunicación.
Se inició en el modelaje a los quince años, cuando un fotógrafo la descubrió; empezó a hacer comerciales para marcas de jeans, chocolates y champús. En el año 1984, la revista Caretas la sacó de portada, bajo el título de «Miss Perú 1984», certamen en el cual desistió de participar.
En 1984, ATV la contrató como presentadora para el programa El pueblo pregunta, espacio en el que fue reconocida como una de las presentadoras más jóvenes. En este mismo canal, además, fue conductora de El noticiero del 9. Luego, pasó a Frecuencia 2, en donde condujo 90 segundos y se convirtió en el rostro del canal.
En abril de 1989, comenzó a conducir el nuevo programa dominical Contrapunto, programa de corte político-social, en el cual se realizaban reportajes sobre actualidad y entrevistas a políticos. Maritere estuvo en el programa hasta 1995.
En 1994, condujo el programa Usted decide por Frecuencia Latina.
En julio de 1996, inició su programa de debate Maritere, de corte social, en el cual presentaba casos, principalmente de mujeres, hasta el año 2000. Programa que se degradaría en 1997 con la administración total de los Winter, vinculados a la red de corrupción de ese entonces. Braschi propuso retirarse de canal por desacuerdos con el repuesto administrador Baruch Ivcher, uno de los afectados de la red, caso que se descartó.
En 2001, la cadena de televisión ecuatoriana TC Televisión la contrató para conducir el programa de debate Maritere, el cual se transmitió por Telemundo a los Estados Unidos, de costa a costa.
En mayo de 2003, a la par de sus programas en Ecuador, condujo el programa de telerrelaidad peruano Reina de corazones, junto con Fernando Armas en Panamericana Televisión, producido por Mariana Ramírez del Villar. Además, en 2005, fue presentada en CPN Radio para su programa de entrevistas.
En 2006, planificó producir Maritere es así para la Feria del Arte de Televisión en España y extender su distribución también a Estados Unidos.
En noviembre de 2008, regresó al Perú y condujo En vivo y en directo, magacín de corte policial y de espectáculos transmitido en Panamericana Televisión, hasta 2009.
En julio de 2009, regresó a las filas de ATV y condujo el noticiero matutino Primer reporte, junto con Michael Patzl, hasta 2010.
En 2011, es contratada por Panamericana Televisión para conducir su nuevo programa periodístico, El dominical de Panamericana, meses después renunció.
En 2012, los programas de debate de Maritere regresaron a la parrilla ecuatoriana, de lunes a domingo, por el canal Íntimas, y una nueva temporada se abrió en España para la colonia latinoamericana por la señal de EcuaTV.
En mayo de 2013, Maritere regresó a Latina Televisión, luego de trece años, para conducir el noticiero 90 mediodía.
En enero de 2014, le asignaron la conducción de Reporte semanal y volvió nuevamente a incursionar en los espacios periodísticos dominicales.
En noviembre de 2019, condujo el noticiero 90 matinal (actualmente Latina Noticias Matinal), junto con Pedro Tenorio, hasta 2021 y retornó en 2022 (también con Pedro Tenorio, duro siete meses después) bajo el nombre de Latina Noticias: Edición matinal. Su programa de debate aún se emite en países como España, Ecuador o Estados Unidos por GenTV.

## Vida personal
Maritere se casó por la vía civil con el reconocido empresario Mendel Winter Zuzunaga, uno de los directivos más importantes de Frecuencia Latina, veinte años mayor que ella. Tras el arresto domiciliario del último, la pareja se separó en 2004.

## Trabajos
| Año                       | Título                       | Canal                   | Rol          |
| ------------------------- | ---------------------------- | ----------------------- | ------------ |
| 1984                      | El pueblo pregunta           | ATV                     | Periodista   |
| 1985                      | El noticiero del 9           | ATV                     | Periodista   |
| 1986-1989                 | El especial de 90 segundos   | Latina Televisión       | Periodista   |
| 1989-1995                 | Contrapunto                  | Latina Televisión       | Periodista   |
| 1994-1995                 | Usted decide                 | Latina Televisión       | Presentadora |
| 1996-2000                 | Maritere                     | Latina Televisión       | Presentadora |
| 2001-2004                 | Maritere                     | TC Televisión Telemundo | Presentadora |
| 2003                      | Reina de corazones           | Panamericana Televisión | Presentadora |
| 2004-2007                 | Maritere                     | TC Televisión           | Presentadora |
| 2008-2009                 | En vivo y en directo         | Panamericana Televisión | Presentadora |
| 2009-2010                 | ATV noticias: Primer reporte | ATV                     | Periodista   |
| 2011                      | El dominical de Panamericana | Panamericana Televisión | Periodista   |
| 2012                      | Maritere                     | Canal Íntimas           | Presentadora |
| 2013                      | 90 mediodía                  | Latina Televisión       | Periodista   |
| 2014-2019 2021-actualidad | Reporte semanal              | Latina Televisión       | Periodista   |
| 2019-2021                 | 90 matinal                   | Latina Televisión       | Periodista   |
| 2022                      | Latina noticias Matinal      | Latina Televisión       | Periodista   |